# Sabaria costimaculata
Sabaria costimaculata là một loài bướm đêm trong họ Geometridae.